# EU-US-Energierat
Der EU-US-Energierat wurde 2009 von der amerikanische Außenministerin Hillary Clinton und dem amerikanischen Energieminister Steven Chu sowie den EU-Kommissaren Andris Piebalgs (Energie), Benita Ferrero-Waldner (Außenbeziehungen) und Janez Potočnik (Forschung) gegründet.

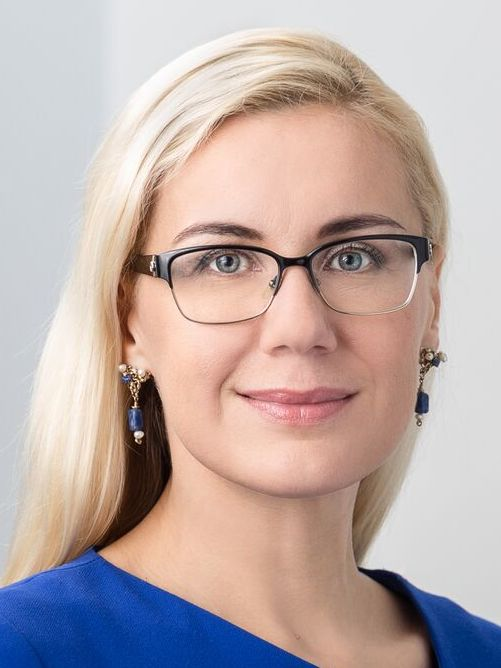
Kadri Simson (2017)

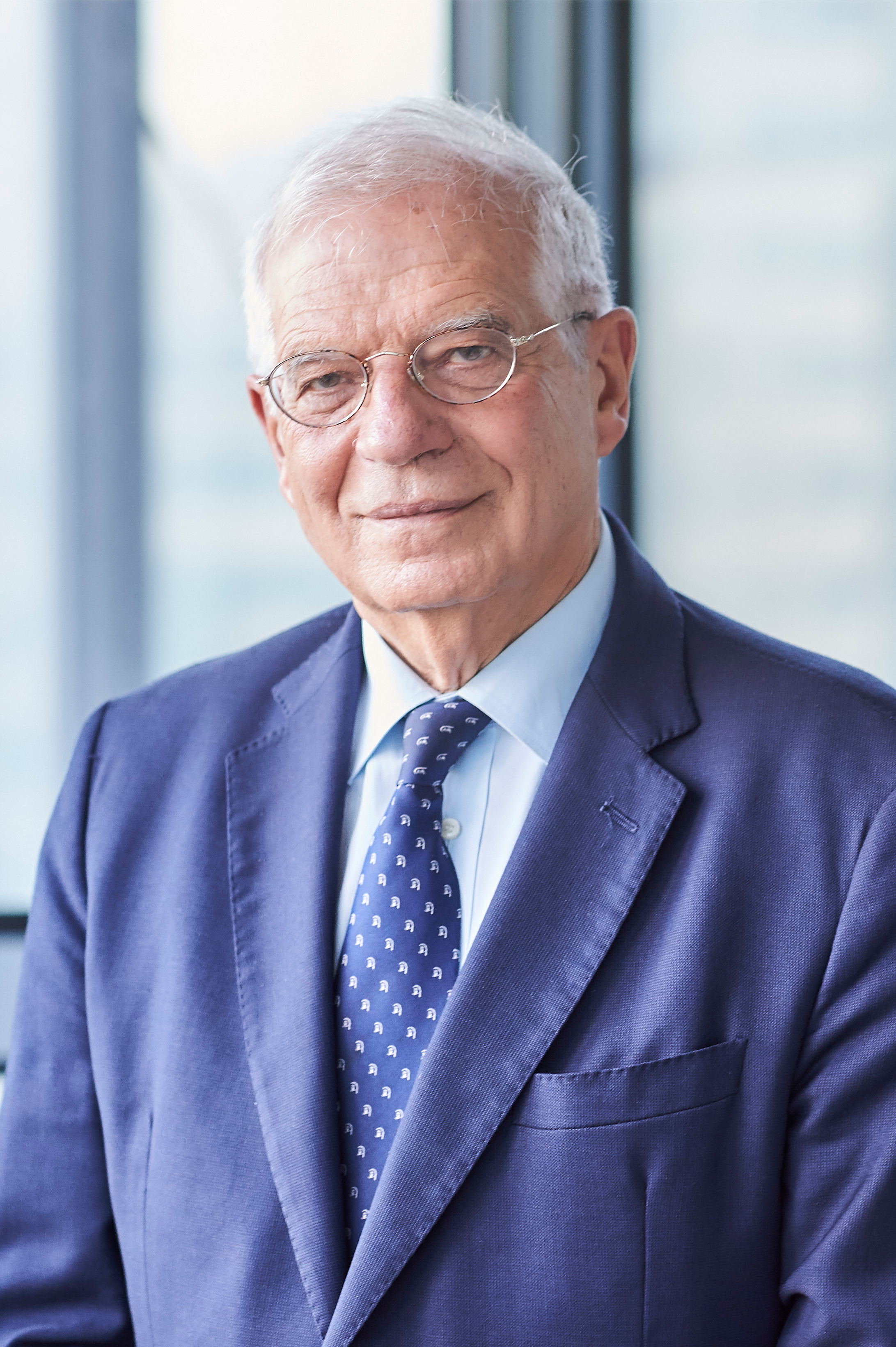
Josep Borrell (2020)

## Hintergrund
Hintergrund war, dass Russland 2009 die Gaslieferungen einseitig kürzte, und es zu Engpässen in der EU kam. Die Gasversorgung ist für die EU von großer Bedeutung. Um die Abhängigkeit der EU von russischem Erdgas zu verringern, soll im Rat u. a. über alternative Lieferanten und Gas-Pipelines sowie LNG gesprochen werden. Der Energierat tagt jährlich abwechselnd in der EU und den USA und erstattet auf dem EU-USA-Gipfel Bericht. Von Arbeitsgruppen, bestehend aus hohen Beamten beider Seiten, werden Themen zur Energiepolitik, zur globalen Energieversorgungssicherheit, zu den globalen Märkten sowie zur Zusammenarbeit bei der Erforschung der Energietechnologien behandelt.

## Russisch-Ukrainischer Krieg
Aufgrund des Russisch-Ukrainischen Kriegs und den Ende Dezember 2021 niedrigen Füllständen in den europäischen und besonders in den deutschen Gasspeichern bestanden Befürchtungen, dass die europäische Gasversorgung immer problematischer wird. Das lag auch darin begründet, dass viele in Deutschland wichtigen Gasspeicher und Gasversorgungsunternehmen wie Wingas zu Gasprom gehörten.

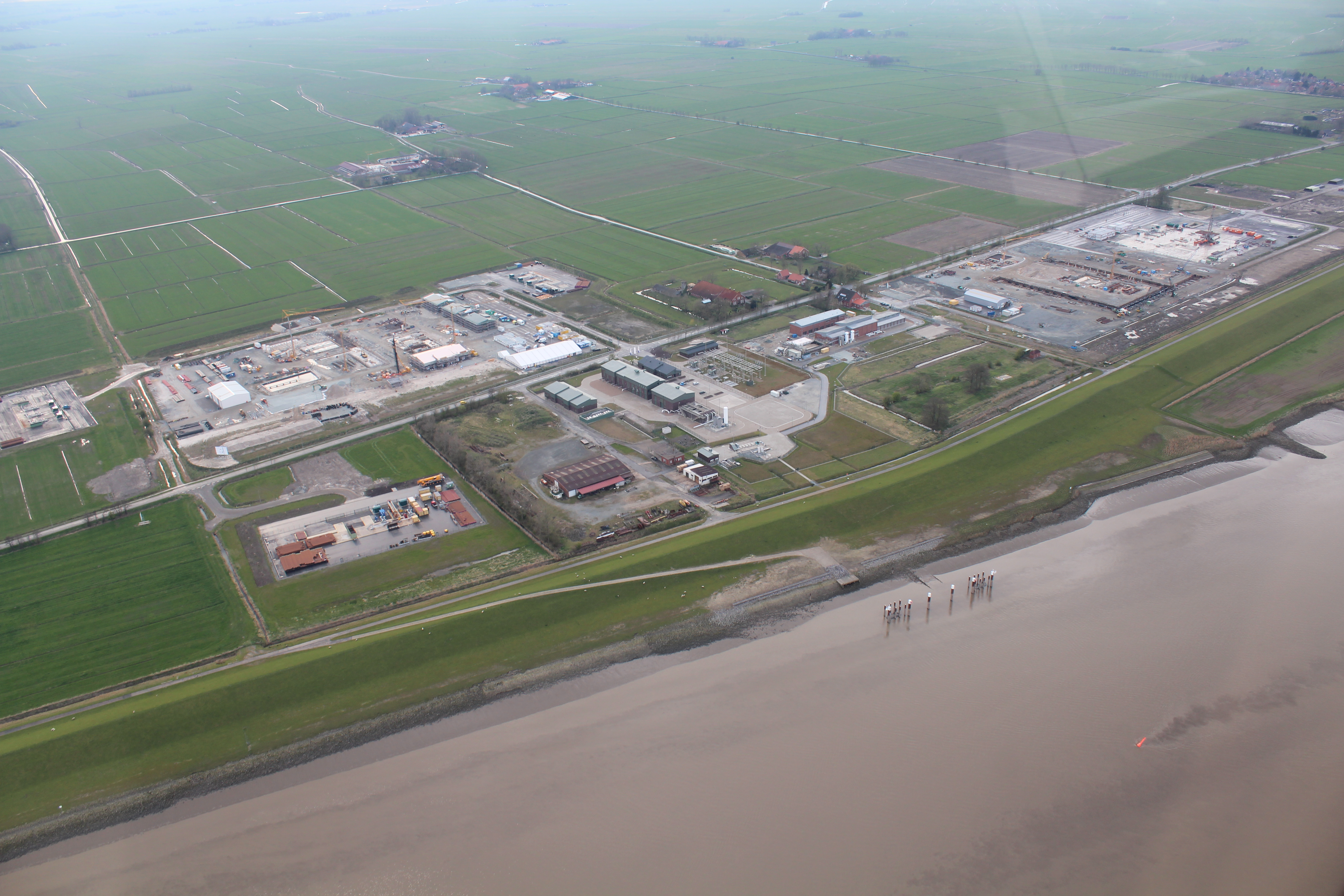
Gaskavernenbaustelle an der Ems

Es wird angelehnt an die strategische Ölreserve über eine sogenannte „strategische Gasreserve“ beraten, eine Bevorratung von Erdgas. Die Reserve dient dazu, einen potenziellen, kurzfristigen Gas-Versorgungsengpass in der EU oder in Deutschland zu überbrücken. Damit wäre Deutschland unabhängiger und mit Gasreserven von 90 bis 120 Tagen könnten auch Preisspitzen egalisiert werden. Die strategische Ölreserve dient zur Bevorratung von Erdöl, Benzin, Heizöl und Erdöl-Zwischenprodukten. Sie wurde eingeführt, als die OPEC 1973 mit der Reduzierung der Ölförderung die Ölpreise explodieren ließ. 2011 umfasste die strategische Ölreserve in Deutschland 25 Millionen Tonnen.
Bereits vor Russlands Überfall auf die Ukraine fanden Absprachen zwischen der EU, den USA und anderen Gaslieferanten statt. Die Energiekommissarin Kadri Simson und der EU-Außenbeauftragte Josep Borrell berieten beim EU-US-Energierat am 7. Februar 2022 über zukünftige Alternativen. Außerdem verhandelte die EU mit LNG-Lieferanten aus anderen Ländern, um Lieferausfälle zu kompensieren.